# Daniel Gutiérrez Castorena
Daniel Gutiérrez Castorena (Rincón de Romos, Aguascalientes, 20 de diciembre de 1954) es un político mexicano, militante del partido Movimiento Regeneración Nacional (Morena). Fue senador por Aguascalientes, para el periodo de 2018 a 2024.

## Primeros años
Daniel Gutiérrez Castorena nació el 20 de diciembre de 1954 en Rincón de Romos, Aguascalientes, México. De 1974 a 1978 estudió la licenciatura en ciencias políticas y administración pública en la Universidad Nacional Autónoma de México (UNAM). De 1978 a 1984 fue docente de la Universidad Autónoma de Nuevo León y de 1985 a 2015 fue docente investigador de la Universidad Autónoma de Aguascalientes. De 1992 a 1993 estudió la maestría en ciencias sociales en la Universidad Autónoma de Zacatecas, de 1994 a 1996 la maestría en sociología industrial y del trabajo en la Universidad Autónoma de Aguascalientes y de 1998 a 2001 el doctorado en estudios sociales en la Universidad Autónoma Metropolitana.

## Trayectoria política
De 1995 a 2002 fue consejero ciudadano del Instituto Estatal Electoral de Aguascalientes. En 2012 participó en la campaña presidencial de Andrés Manuel López Obrador. En 2014 fue miembro fundador del partido Movimiento Regeneración Nacional (Morena), siendo el primer presidente de su consejo estatal en Aguascalientes. Fue postulado por su partido como candidato a diputado federal en las elecciones de 2015.

## Senador de la República
En las elecciones federales de 2018 fue postulado por el partido Movimiento Regeneración Nacional como senador por el estado de Aguascalientes. Tras los comicios ocupó el cargo como senador de primera minoría en la LXIV Legislatura del Congreso de la Unión desde el 1 de septiembre de 2018. Es secretario de la comisión de radio, televisión y cinematografía.

## Publicaciones
- Nuevas estrategias de modernización empresarial en Aguascalientes. Aguascalientes, México: Universidad Autónoma de Aguascalientes. 1999. OCLC 45763844.
- Democracia sindical en Aguascalientes. Aguascalientes, México: Plaza y Valdés. 2000. OCLC 924640804.
- Alternancia y transición democrática : la experiencia de Aguascalientes. Aguascalientes, México: Universidad Autónoma de Aguascalientes. 2005. OCLC 65392372.
- Corporativismo y contratos de protección en Aguascalientes. Aguascalientes, México: Universidad Autónoma de Aguascalientes. 2006. OCLC 760376356.
- Construcción de la subjetividad obrera en torno al control, resistencia y adaptación en el proceso del trabajo. Aguascalientes, México: Universidad Autónoma de Aguascalientes. 2010. OCLC 929378476.